# El Limón (Sucre)
El Limón es un centro poblado colombiano bajo jurisdicción del municipio de San Benito Abad, en el departamento de Sucre. Se encuentra ubicada la zona del bajo San Jorge

## Geografía
El relieve de esta zona es de topografía plana, con ausencia de montañas y predominan las ciénagas; el clima es cálido con temperaturas promedios de 30 °C, existiendo una época de sequía y una de lluvias.

## Límites
El Limón presenta los siguientes límites:
- Al norte con el centro poblado de Jegua.
- Al sur con la vereda Pumpuma.
- Al este con el centro poblado Guayabal.
- Al oeste con la vereda Nueva Estrella.

## Transporte
La principal vía de comunicación es acuática a través del río San Jorge y ciénagas de San Benito Abad, por vía terrestre se comunica con Cispataca y Caimito hacia otras veredas y centros poblados vecinos.

## Economía
Las principales actividades del centro poblado son la pesca y la ganadería y la siembra de arroz, yuca, plátano y ñame.